# Dolok Lakobang
Dolok Lakobang är en kulle i Indonesien.   Den ligger i provinsen Aceh, i den västra delen av landet, 1 600 km nordväst om huvudstaden Jakarta. Toppen på Dolok Lakobang är 92 meter över havet, eller 81 meter över den omgivande terrängen. Bredden vid basen är 2,5 km. Dolok Lakobang ligger på ön Pulau Simeulue.
Terrängen runt Dolok Lakobang är platt åt sydväst, men åt nordost är den kuperad. Havet är nära Dolok Lakobang söderut.Runt Dolok Lakobang är det glesbefolkat, med 11 invånare per kvadratkilometer.